# خشکی (رمان)
خشکی (انگلیسی: The Dry) یک رمان مهیج رازآلود نوشتهٔ جین هارپر است که در سال ۲۰۱۵ منتشر شد.